# Ludovic Tournès
Ludovic Tournès, né le 5 septembre 1969, est un universitaire, historien, poète et musicologue français. C'est notamment un spécialiste de l'histoire des États-Unis, de l'histoire du jazz et de l'enregistrement sonore,,,.

## Biographie

### Parcours universitaire
Professeur général d'histoire internationale, Ludovic Tournès a étudié en France. Il entre en 1989 à l'École normale supérieure, Il obtient l'agrégation d'histoire, puis un doctorat d'histoire en 1997, à l'université de Versailles-Saint-Quentin-en-Yvelines, puis l'habilitation à diriger des recherches en 2008 (université Panthéon-Sorbonne).

### Enseignement universitaire
Il devient maître de conférences à l'université de Rouen-Normandie (2001-2009), et a été détaché au Centre national de la recherche scientifique (2007-2008), puis professeur à l'université Paris-Nanterre (2009-2012). Ses thématiques de recherche oscillent entre l'histoire des relations internationales, l'histoire transnationale, l'histoire culturelle et l'histoire des sciences, ainsi que des disciplines proches de l'histoire (sociologie, science politique, anthropologie).
Professeur d'histoire des relations internationales à l'université Paris-Ouest Nanterre La Défense et chercheur à l'Institut des sciences sociales du politique, UMR 7220 du CNRS (en 2010). Professeur d'histoire internationale à l'université de Genève,.

### Thèmes de recherche
Après avoir réalisé sa thèse de doctorat sur la réception du jazz en France, il s'est intéressé à l'histoire de la politique internationale des grandes fondations philanthropiques américaines (Carnegie, Rockefeller, Ford), tout en poursuivant une réflexion sur la circulation internationale de l'art à travers l'industrie du disque et ses mutation. de la fin du XIXe siècle à nos jours. Le phénomène d'américanisation à l'échelle mondiale, fait l'objet de son dernier ouvrage : Américanisation : Une histoire mondiale XVIIIe-XXIe siècles (Fayard, 2020). Il est deux fois Fulbright Fellow (2001, New York University ; 2008, Columbia University), et en 2018-2019, il a été membre du Princeton Institute for International and Area Studies de l'université de Princeton. Il a participé à la publication de 10 ouvrages (ouvrages individuels et collectifs) et de nombreux articles.
Il est membre des comités de rédaction de Monde(s) et de la Revue française d'études culturelles. Il coordonne actuellement avec Thomas David (université de Lausanne) et Davide Rodogno (Institut de hautes études internationales et du développement (IHEID)) un projet de recherche financé par le Fonds national suisse intitulé « Rockefeller Fellows as Heralds of Globalization : Modernisation of Elites, Circulation of Knowledge and Practice (1920s to 1970s) ».

## Publications

### Essais
- Jazz hot, 1990
- New Orleans sur Seine (histoire du jazz en France), Paris, Fayard, 1999[9]
- L'informatique pour les historiens (graphiques, calculs, internet, bases de données), Belin, 2005
- Du phonographe au MP3 : une histoire de la musique enregistrée (XIXe-XXIe siècles), Autrement, 2008[10]
- Sciences de l'homme et politique, 2013
- Les États-Unis et la Société des nations (1914-1946) : le système international face à l'émergence d'une superpuissance, Peter Lang, 2015
- L'argent de l’influence : les fondations américaines et leurs réseaux européens, 2015[11],[12]
- Américanisation : une histoire mondiale (XVIIIe-XXIe siècle), Fayard, 2020  (ISBN 978-2213705163)[7],[8]

### Poésie
- Éros Hiroschima, éd. Librairie-Galerie Racine, 2000
- Noir/Septembre, illustrations de Lionel Lathuille, éd. Librairie-Galerie Racine, 2008

## Récompenses
Grand prix des Rendez-vous de l'histoire de Blois 2021 pour Américanisation : une histoire mondiale, XVIIIe – XXIe siècles,